# Rawsonia
Rawsonia là chi thực vật có hoa trong họ Achariaceae.

## Loài
- Rawsonia lucida
- Rawsonia reticulata
- Rawsonia schlechteri
- Rawsonia spinidens
- Rawsonia transjubensis
- Rawsonia ugandensis
- Rawsonia uluguruensis
- Rawsonia usambarensis